# انتخابات ایلینوی (۲۰۱۸)
انتخابات ایلینوی (۲۰۱۸) (انگلیسی: Illinois elections, 2018) انتخابات عمومی در تاریخ ۶ نوامبر ۲۰۱۸ در ایالت ایلینوی (ایالات متحده) برگزار شد. همه مدیران اجرایی ایالت ایلینوی، نمایندگان ۱۸ کرسی مجلس نمایندگان ایالات متحده آمریکا به همراه کاندیداهای ۱۱۸ کرسی مجلس نمایندگان ایالت ایلینوی در انتخابات شرکت کردند.

## فرماندار و دستیار فرماندار
بروس رانر، فرماندار حزب جمهوریخواه برای دومین بار مجدداً در انتخابات شرکت می‌کند.

## دادستان کل
لیزا مادگان، دادستان کل قانونی، که از سال ۲۰۰۳ خدمت کرده‌است، برای پنجمین دور در انتخابات شرکت نخواهد کرد.

## روابط خارجی
جسی وایت مدیر روابط خارجی دموکراتیک، که از سال ۱۹۹۹ در این موضع قرار دارد، ابتدا در اوت ۲۰۱۵ اعلام کرد که بازنشسته خواهد شد. اما در۱۷ اوت، ۲۰۱۷ تصمیم خود را تغییر داد و اعلام کرد که برای انتخاب مجد در ششمین دوره شرکت خواهد کرد.